# Ave Caesar, morituri te salutant

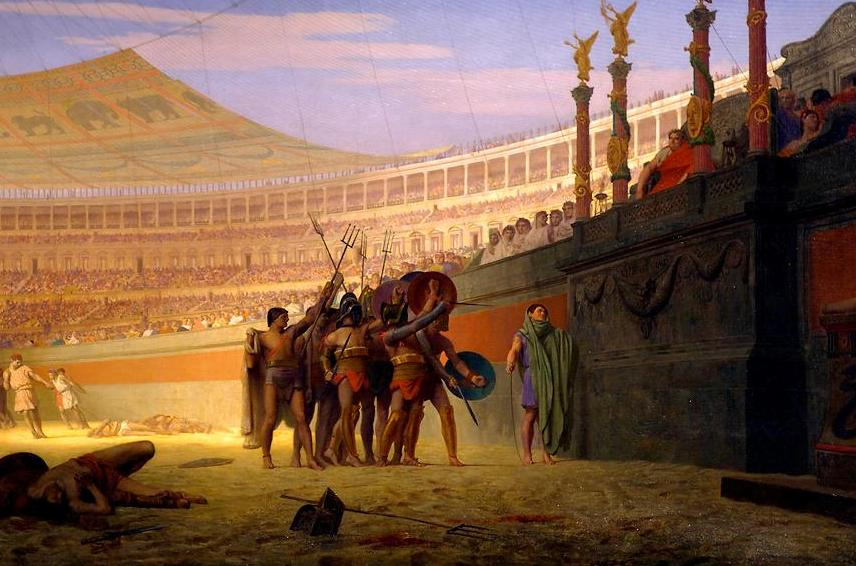
Ave Caesar Morituri te Salutant van Jean-Léon Gérôme (1859). Gladiatoren brengen deze groet, maar in werkelijkheid kwam dit waarschijnlijk nooit voor.

Ave Caesar, morituri te salutant of Ave Imperator, morituri te salutant (Latijn: Heil, Caesar (keizer), zij die zullen sterven, groeten u) is een bekende uitspraak in het Latijn, die gedaan zou zijn door gladiatoren, die op het punt stonden om hun vaak dodelijke gevechten te beginnen.
De uitspraak werd in 52 n.Chr. gedaan door een groep veroordeelde criminelen, die in een naumachia (nagespeelde zeeslag) moesten optreden voor keizer Claudius. De keizer zou op de begroeting hebben gereageerd met de woorden: "Aut non" (of niet). Claudius bedoelde dit waarschijnlijk als grapje, maar de 19.000 gevangenen weigerden nog verder te vechten omdat ze dachten dat de keizer hun gratie had geschonken. Slechts na bedreigingen en beloftes van de keizer kon het gevecht alsnog beginnen, de overlevenden kregen alsnog gratie.
Het voorval werd op basis van oudere bronnen in de tweede eeuw beschreven door Suetonius en aan het begin van de derde eeuw door Cassius Dio. Ook Tacitus beschrijft het evenement, maar vermeldt de uitspraak van de naumachiarii niet.
Dit is het enige geval waarin deze uitspraak voorkomt in de antieke bronnen. Er is daarom geen enkel bewijs dat dit een gebruikelijke begroeting was voor echte gladiatoren naar de keizer, of (in een andere vorm) naar het publiek in een amfitheater. Desondanks werd de uitspraak in latere jaren verkeerd vertaald of geïnterpreteerd, waardoor algemeen werd aangenomen dat dit de standaard begroeting was voor alle gladiatoren aan het begin van de voorstelling. Het is echter aannemelijk dat het evenement in 52 de enige gelegenheid is waarbij deze uitspraak werd gedaan.